# Spilomyia annulata
Spilomyia annulata är en tvåvingeart som beskrevs av Sack 1910. Spilomyia annulata ingår i släktet trädblomflugor, och familjen blomflugor. Inga underarter finns listade i Catalogue of Life.